# Dasyvalgus formosanus
Dasyvalgus formosanus är en skalbaggsart som beskrevs av Moser 1915. Dasyvalgus formosanus ingår i släktet Dasyvalgus och familjen Cetoniidae. Inga underarter finns listade i Catalogue of Life.